# شیراکاوان (شهر باستانی)
شیراکاوان (ارمنی: Երազգավորս) شهری دوره قرون وسطی ارمنستان که با نام یرازگاوُرس و دیرتر یرازگاوُرک بنیان نهاده شد و یکی از ۱۳ پایتخت پایتخت تاریخی ارمنستان که بین سال‌های ۸۹۰ تا ۹۲۹ میلادی به عنوان پایتخت در دوران دودمان باگراتونی مورد استفاده قرار کرفته است.